# Schnellstraße Potsdam–Schönefeld
Die Schnellstraße Potsdam–Schönefeld ist der übergeordnete Begriff für mehrere Verkehrsprojekte zur Errichtung einer einzigen weitgehend kreuzungsfreien und vierstreifigen Schnellstraße von Potsdam nach Schönefeld.
Die Planung der Schnellstraßenverbindung basiert auf älteren, seinerzeit nicht umgesetzten Planungen aus der DDR. Eine Trassenführung südlich von Berlin hatte eine wichtige verkehrspolitische und strategische Funktion. Sie war zwingend für einen schnellen Kraftfahrzeugverkehr von Potsdam über Schönefeld nach Ost-Berlin, ohne dass dabei Straßen auf dem Gebiet von West-Berlin benutzt werden mussten, was nach Errichtung der Berliner Mauer gar nicht mehr möglich war – West-Berlin musste südlich umfahren werden. 
Die vergleichbare Eisenbahnverbindung ist der Berliner Außenring.
Mit dem Beschluss zum Ausbau des Flughafens Berlin-Schönefeld zum internationalen Luftdrehkreuz Flughafen Berlin Brandenburg wurden diese Pläne wieder aufgegriffen, um eine Schnellstraßenverbindung von Potsdam nach Schönefeld zu schaffen. Das ursprüngliche Ziel zur Errichtung des neuen Flughafens im Jahre 2010 deckte sich dabei mit den ursprünglichen Zeitplänen zur Errichtung einer vierspurigen und weitgehend kreuzungsfreien Schnellstraße. Anfang Dezember 2014 wurde bei Mahlow das letzte Teilstück der Straße eröffnet, damit ist die Straße vollständig in Betrieb.

## Landesstraße 40
Die alte Landesstraße 40 ist eine der älteren Straßenführungen, die sternförmig von Potsdam ausgehend die brandenburgischen Lande anbindet, wobei die Landesstraße 40 in südöstlicher Richtung von Potsdam über Babelsberg, Güterfelde, Ruhlsdorf, Großbeeren, Blankenfelde nach Königs Wusterhausen verlief. Letzteres liegt zehn Kilometer südlich vom Flughafen Schönefeld. Die erste Hälfte der neuen Schnellstraßen in Richtung des Flughafens liegt in diesem Korridor.

### Nutheschnellstraße
Das erste Teilstück ist die Nutheschnellstraße, ursprünglich Schnellstraße Nuthestraße, die bereits seit den 1970er Jahren stückweise zur Schnellstraße ausgebaut wurde. Entlang der Trasse entstanden seitdem die anliegenden Wohnungsneubauten in Potsdam-Schlaatz (errichtet 1980–1987), Potsdam-Am Stern (errichtet 1970–1980) und Potsdam-Drewitz (errichtet 1980–1993), für die eine leistungsfähige Anbindung nach Potsdam und Teltow benötigt wurde. Nach der Wende erfolgte der Anschluss an die Autobahn 115 (1998–2001), die über die AVUS eine Schnellverbindung in die Berliner City-West bietet. Die direkte Anschlussstelle Potsdam-Babelsberg wurde bereits 1992 verlegt, als der Verlauf durch die Errichtung und Anbindung des Einkaufszentrums Sterncenter geändert werden musste. Zuvor existierte eine gleichnamige, noch aus der Zeit des Baus der AVUS-Verlängerung stammende Anschlussstelle Babelsberg abseits der Schnellstraße an der Großbeerenstraße (damals Ernst-Thälmann-Straße), die am „Güterfelder Eck“ auf die Nutheschnellstraße traf.

### Ortsumfahrung Stahnsdorf/Teltow
Die Nutheschnellstraße endete kurz hinter der Autobahn am Güterfelder Kreuz, in Planunterlagen auch „Güterfelder Eck“ genannt. Die Verkehrsführung nach Schönefeld führte früher nordöstlich geradeaus auf die L 76, die durch Stahnsdorf und Teltow hindurch führt. Abzweige existieren ins nördlich gelegene Berlin und nach Güterfelde und Ruhlsdorf im Südosten. Heute verläuft die Verlängerung der Nutheschnellstraße als Ortsumfahrung Stahnsdorf/Teltow südlich an diesen, und nördlich an Güterfelde vorbei, wobei die neue Trasse später nördlich parallel der alten Landstraße Güterfelde/Großbeeren errichtet wurde und bei Großbeeren am Kreuz mit der B 101 in die alte Landstraße 40 mündet. Die neue Straße ist vollständig autobahnähnlich, mit jeweils 2 Fahrstreifen plus Standstreifen ausgebaut und als Landesstraße 40 – kurz L 40 – ausgewiesen.

#### Güterfelder Eck bis Marggrafshof
Am 11. April 2008 erfolgte der Planfeststellungsbeschluss für die Verlängerung der Schnellstraße vom Güterfelder Eck nach Marggrafshof. Im Oktober 2009 wurde der Ausbau des Güterfelder Ecks begonnen. Der Abschnitt zwischen Marggrafshof und der Stahnsdorfer Chaussee wurde ab Sommer 2010 gebaut und im August 2012 in Betrieb genommen. Am 16. Dezember 2013 wurde mit dem westlichen Teil der Ortsumfahrung Güterfelde der letzte Bauabschnitt freigegeben, womit die Schnellstraße nun durchgehend fertiggestellt ist.
Die neue Abzweigung am Güterfelder Eck verbindet die Schnellstraße mit der erhalten gebliebenen alten L 40. Die L 76 nach Stahnsdorf, welche ursprünglich die direkte Verlängerung der Nutheschnellstraße war, ist nun über einen Kreisverkehr angebunden. Der gesamte Verlauf der L 76 zwischen Güterfelder Eck und Stahnsdorf wurde 2014 fertiggestellt.
Der genaue Verlauf der Ortsumfahrung Güterfelde stand lange zur Diskussion. Trotz Klagen der Bürgerinitiative B1ContraNord und einiger Privatpersonen wurde die inzwischen fertiggestellte Nordumfahrung beschlossen. Die alternativ diskutierte große Südumfahrung von Güterfelde, bei der die neue L 40 nicht am Güterfelder Eck in die Nutheschnellstraße gemündet hätte, sondern zur Anschlussstelle Drewitz geleitet worden wäre, wurde nicht weiterverfolgt. Als Hauptprobleme der Nordumfahrung wurden von den Klägern die Lärmbelästigung und das Abschneiden des Ortsteils Kienwerder angegeben.

#### Marggrafshof bis Großbeeren
Der Abschnitt bis zum Verkehrsknoten Großbeeren mit der neuen B 101 wurde bereits am 21. April 2006 freigegeben. Durch gleichzeitige Anbindung des Güterverkehrszentrums an das Kreuz der je vierstreifigen Schnellstraßen wird es teils als Spaghettikreuz bezeichnet. Es handelt sich dabei nicht um ein vollständig ausgebautes autobahnähnliches Kreuz, denn von den sechs kreuzenden Straßen sind nur die drei wichtigsten planfrei angebunden, und es sind auch nicht alle denkbaren Abbiegerelationen verfügbar.

## Landesstraße 76
Die Landesstraße 76, kurz L 76, beginnt am Güterfelder Eck mit einer Ausfahrt von der Nutheschnellstraße L 40. Sie gliedert sich anschließend in die Abschnitt Ortsdurchfahrt Stahnsdorf, Ortsdurchfahrt Teltow, Landstraße nach Mahlow sowie die Ortsumfahrung Mahlow. Für den Bau einer Schnellstraße wurde ein Ausbau der Ortsdurchfahrten verworfen und stattdessen eine Verschwenkung des Verkehrs auf eine südliche Umfahrung beschlossen. Die Schnellstraße wurde dabei im Korridor der bisherigen Landesstraße L 40 geplant.

### Alte Ortsdurchfahrten
Die alte L76 begann auf dem letzten Teilstück der Nutheschnellstraße, da die alte L 40 am Güterfelder Kreuz mit der Babelsberger Straße nach Südosten abbog und südlich durch den Ortskern Güterfelde führte. Vor dem Umbau führt die Hauptrichtung von der Nutheschnellstraße geradeaus in die Ortsdurchfahrt Stahnsdorf. Auf dem ersten Teilstück noch vierspurig verengt sie sich dann im Ort.
Mit dem Bau der neuen L 40 am Güterfelder Eck wurde dort eine Ausfahrt mit Kreisverkehr errichtet, an dem die L 76 nun beginnt. Die L 76 verläuft anfangs nach Nordosten in den Ortskern von Stahnsdorf hinein, führt von dort in das direkt angrenzende Teltow. In der Ortsmitte Teltow trifft die Straße auf den Ruhlsdorfer Platz, als Knotenpunkt der Landesstraße mit der Verbindung von Berlin-Zehlendorf nach Ruhlsdorf. Bis zur Errichtung der neuen L 40 als Ortsumfahrung Stahnsdorf/Teltow führte die Verbindung Potsdam-Schönefeld über diesen Knotenpunkt, der ein Engpass im Straßenverkehr war. Vom Ruhlsdorfer Platz in Teltow wendet sich die Straße ebenfalls südöstlich und trifft hinter Teltow bei Großbeeren auf die B 101.
Mit der Fertigstellung der L40n wird daran gedacht, das Teilstück der alten L76 mit den Ortsdurchfahrten zur Kreisstraße herabzustufen. In neuen Planwerken heißt sie dann K6960.

### Neue Umfahrungen
Schon beim Neubau der B 101 zur autobahnähnlichen Schnellstraße wurde ein Kreuz mit der alten L 76 errichtet. Die alte L 76 führte als einfache Landstraße in Form einer brandenburgischen Allee nach Mahlow (eine Fahrbahn mit zwei Fahrstreifen und beidseitigen Baumreihen).
Als erste Bauabschnitte wurde die Ortsdurchfahrung Mahlow schon in den 1980er Jahren durch eine vierspurige Umfahrung ersetzt. Dabei wurde eine – zu dieser Zeit stillgelegte – Eisenbahnstrecke unterquert, die vorher ein Staupunkt auf der Strecke Potsdam–Schönefeld (–Ost-Berlin) war. Eine ebensolche plangleiche Kreuzung mit der Eisenbahn wurde vorher schon östlich von Mahlow bei Waßmannsdorf ebenfalls behoben. Die Verbindung der beiden Brücken wurde dabei zu einer Ortsumfahrung.
Im Bauabschnitt III wurde beginnend ab Großbeeren-Nord eine Schnellstraße errichtet (L76n), die nördlich der alten Allee der Landstraße führt (L 76). Dieser vierspurige Neubau führte sie bis zum Abzweig nach Diedersdorf. Ab Abzweig Diedersdorf/Birkholz verlief sie dann noch einige Jahre durch den westlichen Bereich von Mahlow als Ortsdurchfahrung bis zum Beginn der ältere Ortsumfahrung. Der Bau der L76n von Mahlow nach Teltow begann im Oktober 2008. Der Bauabschnitt von B101 bis Abzweig Diedersdorf wurde bis Juni 2010 fertiggestellt.
Der verbliebene Bauabschnitt „Ortsumgehung Mahlow“ war dann noch 2,34 Kilometer lang. Die Umfahrung von Mahlow-Dorf (Abzweig Diedersdorf bis Lichtenrader Straße) wurde nach einem Jahr Verzögerung, Anfang Dezember 2014 eröffnet. Die alte L 76 wurde in diesem Bereich herabgestuft zur Kreisstraße K 7239.

## Bundesstraße 96a
Der Ausbau des Teilstücks von Mahlow nach Schönefeld erfolgte zur Zeit der DDR auch aufgrund der Problematik der B 96. Diese führt heute wieder von Süden kommend bei Mahlow nach Norden geradeaus in Richtung Stadtmitte Berlins. Zur Zeit der Berliner Mauer war dort jedoch nördlich von Mahlow die Grenze zur Viersektorenstadt Berlin. Daher wurde in der DDR eine neue Trasse ausgewiesen, die heutige Bundesstraße 96a, die bei Mahlow beginnend nach Osten in Richtung Schönefeld abbiegt, und von dort über das Adlergestell im Ost-Berliner Bezirk Treptow in die Berliner Stadtmitte führte, dort im Bogen um den Westteil herum nach Norden durch den Bezirk Pankow bis nach Birkenwerder, wo sie dann wieder auf die normale Trasse der B 96 trifft.
Im Zuge der Planungen für den Ausbau des Flughafens Berlin-Schönefeld zum internationalen Luftdrehkreuz wurden die Planungen auch hier wieder aufgegriffen und überarbeitet. Im Jahre 2002 wurde das Verbindungsstück von der Nordumfahrung von Mahlow zur Brücke mit dem Berliner Eisenbahnaußenring vierspurig ausgebaut. Die Schnellstraße wurde bis Oktober 2007 von der Brücke über Waßmannsdorf bis nach Schönfeld bereits mit jeweils zwei Richtungsfahrbahnen ausgeführt.
Schon seit Anfang der 1990er Jahre existiert davon ein Stück, das von Waßmannsdorf vierspurig zum Flughafen in Schönefeld führt. Der Ausbau des vierstreifigen Teilstücks läuft exakt entlang der existierenden Trassenführung, die zu DDR-Zeiten angelegt wurde. Ursprünglich wurde das Straßendorf Waßmannsdorf von Süden kommend vollständig durchquert, wobei die Eisenbahn plangleich in der Ortsmitte gekreuzt wurde. Die Brücke über den Berliner Eisenbahnaußenring liegt heute zwei Kilometer westlich vom Waßmannsdorf.
Der Flughafen Berlin-Schönefeld war schon vorher vierspurig über das Stück der B 96a an Ost-Berlin angebunden. Ab dem Dreieck Treptow an der A 117 verlief die Strecke dabei als kreuzungsfrei ausgebaute Kraftfahrstraße weiter, und die Schnellstraße Am Seegraben mündet an deren Ende in das breit ausgebaute Adlergestell, das in die City von Berlin führt.